# Erick Téllez
Erick José Téllez Fonseca (sinh ngày 28 tháng 1 năm 1989) là một hậu vệ bóng đá người Nicaragua hiện tại thi đấu cho Diriangén.

## Sự nghiệp câu lạc bộ
Téllez từng thi đấu cùng với Diriangén toàn bộ sự nghiệp. Vào tháng 9 năm 2013 anh bị cấm thi đấu 6 trận vì gây gổ trong trận đấu với kình địch Real Estelí.

## Sự nghiệp quốc tế
Téllez có màn ra mắt cho Nicaragua vào tháng 9 năm 2010 trong trận giao hữu trước Guatemala và tính đến tháng 7 năm 2017, có tổng cộng 26 lần ra sân, không ghi được bàn nào. Anh từng đại diện quốc gia tại Cúp bóng đá Trung Mỹ 2011.